# Isuzu Midi
Isuzu Midi — серія автомобілів категорії "В". Включає в себе невеликі вантажні і пасажирські рамні (лонжеронного типу) міні фургони (мінівени) з короткою або довгою базою із закритим однооб'ємним кузовом вагонного компонування, а також вантажні фургони з бортовим кузовом (truck) і іншими надбудовами. 
Автомобіль є аналогом (з деякими конструктивними відмінностями) автомобіля Isuzu Fargo, що вперше був випущений в 1980 році в Японії. 
В Європі автомобіль випускався з 1986 року компанією «Isuzu Bedford Company Vehicles Limited» (скорочено: «IBC Vehicles Ltd.»), в місті Лутон, Велика Британія. 
Під маркою «Isuzu Midi» також випускався локально в Тунісі (1983-1988) компанією «Industries Mécaniques Maghrébines S.A.» для ринку Північної Африки.

## Історія
У 1925 році британська компанія «Vauxhall Motors» була куплена американською «General Motors» за 2,5 мільйона доларів США і ввійшла в «GM Europe».
У 1930 році «Vauxhall Motors» після обвалу фондового ринку на Уолл-Стріт (США, 1929 рік), утворює свою дочірню компанію «Bedford Vehicles» для будівництва комерційних автомобілів у Великій Британії, так як імпорт американських автомобілів стає невигідним. Під маркою «Chevrolet» випускаються автобуси, фургони і автомобілі швидкої допомоги. В квітні 1931, в зв’язку із зміною іміджу, приймається рішення про зміну назви марки автомобілів з «Chevrolet» на «Bedford». 
В 1986 «Bedford Vehicles» — дочірня компанія General Motors, була перетворена в «IBC Vehicles Ltd.» — спільне підприємство з «Isuzu» (в 1971 році «Isuzu» продала 34,2 процента своїх акцій американській корпорації «General Motors»). З конвеєра сходить перша серія європейського аналога «Isuzu Fargo» під назвою «Isuzu WFR». Крім того, в Сполученому Королівстві автомобіль продається як «Bedford Midi» та «Vauxhall Midi». Експорт версії Midi в Європу здійснюється під маркою «Bedford Seta», «General Motors Midi», «GME Midi», та «Isuzu Midi». Моделі Isuzu продавались в більшість країн через дистриб'юторську мережу Opel (в 1929 році «General Motors» викупила 80% долю в компанії «Adam Opel»).

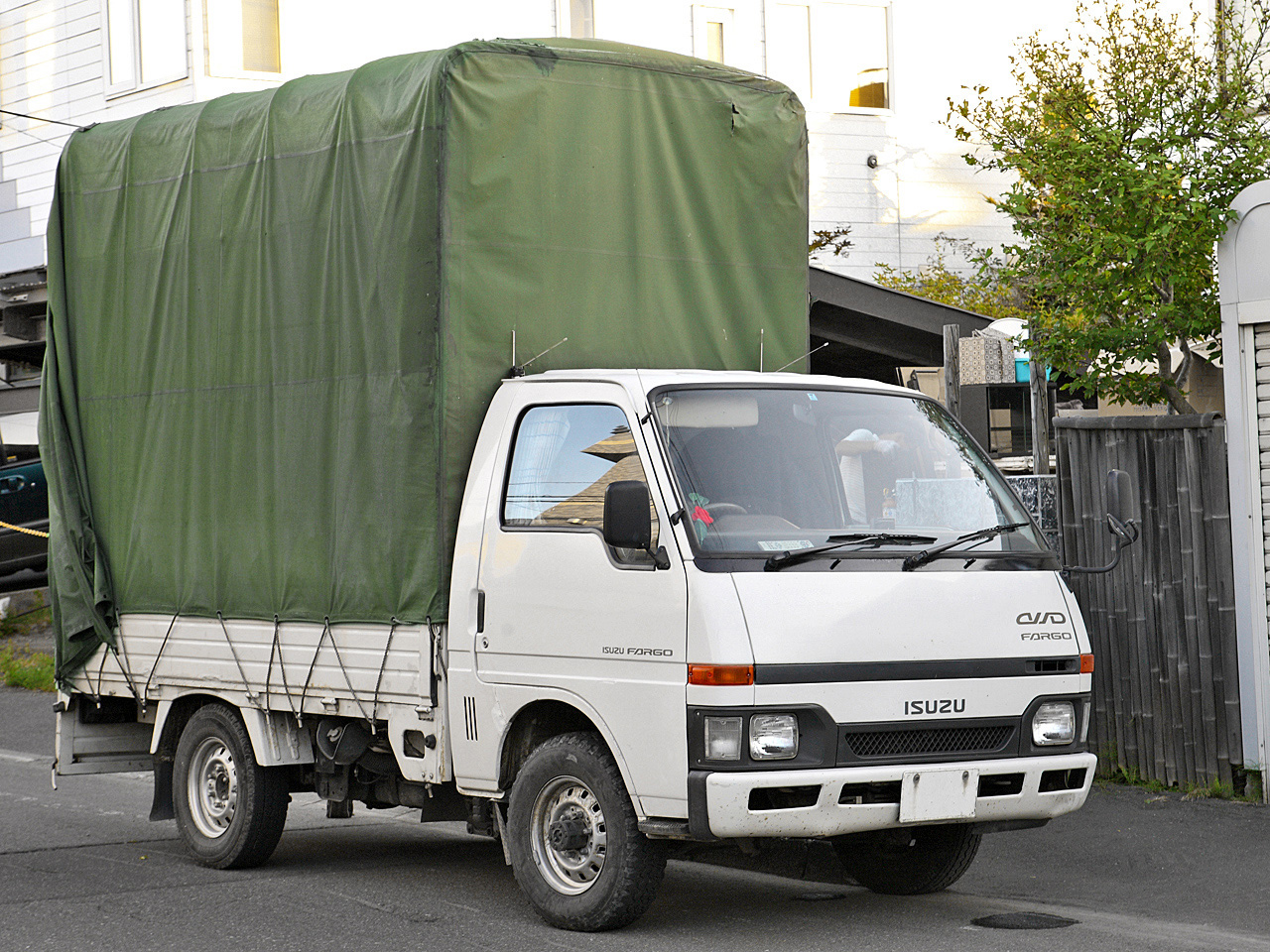
Вантажний фургон з бортовим кузовом (truck)

В цей же час, (починаючи з 1982 року) австралійською «GM Holden Ltd» (дочірнє підприємство «General Motors» з 1931) аналогічний автомобіль продається в Австралії як «Holden Shuttle». Виробництво «Holden Shuttle» було зупинено в 1990 році.

### 1986-1989
Спочатку на автомобілі встановлювався бензиновий 2,0-літровий двигун, і також були доступні 2.0L TD двигуни. В основному, автомобілі були задньопривідними, однак, на замовлення були доступні повнопривідні автомобілі, які принесли багато продажів. Повнопривідні автомобілі придбавалися для рятувальних служб та пожежних команд. При тому, автомобіль був значно дешевший, ніж його конкурент — колишній VW T3.

### 1989-1996
У 1989 році Midi зазнав деяких змін. Об'єм двигуна був збільшений до 2,2 літра, що додавало потужності. Було модернізовано приладову панель, встановлено нові сидіння і дверні панелі. Важіль перемикання швидкостей було переміщено трохи вперед так, що тепер біля місця водія могло сидіти дві особи, і мікроавтобус стандартно вміщував 9 сидінь. Додатково була доступна автоматична коробка передач для всіх версій. Зовнішні зміни автомобіля були мінімальними.

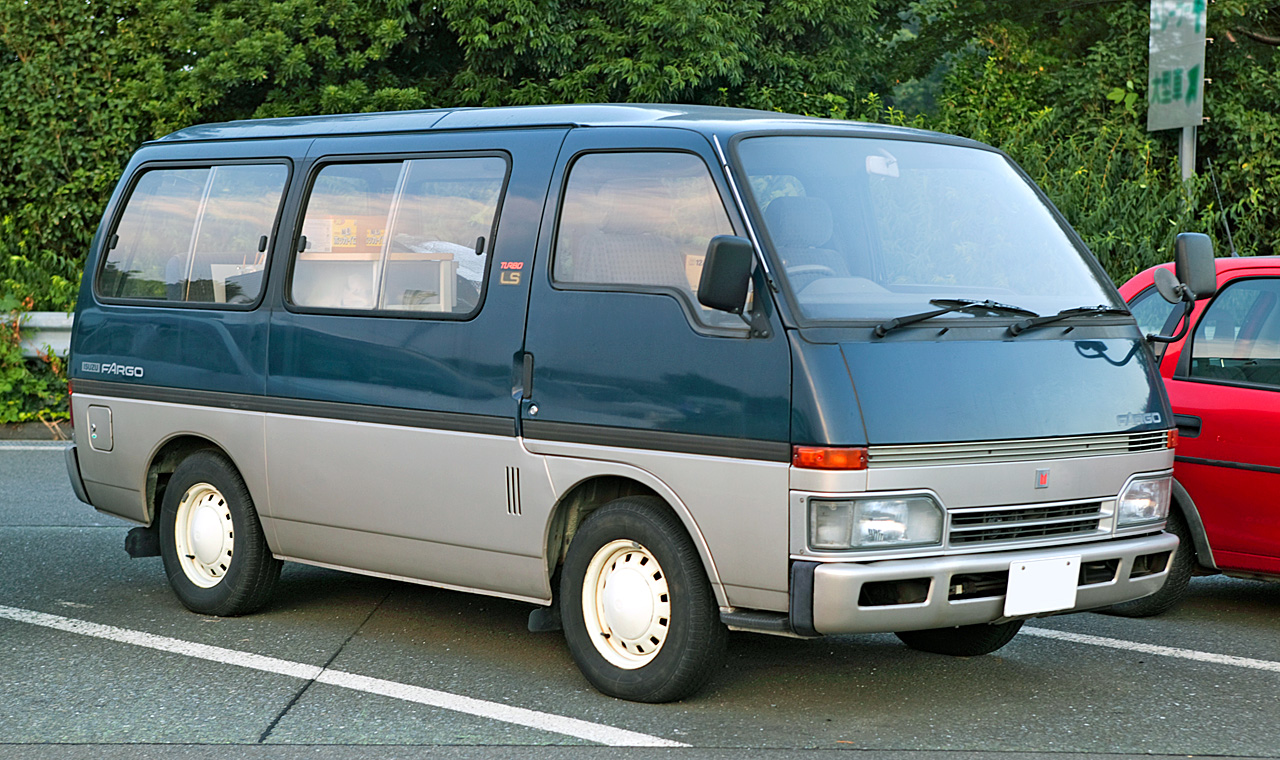
Isuzu Fargo Wagon

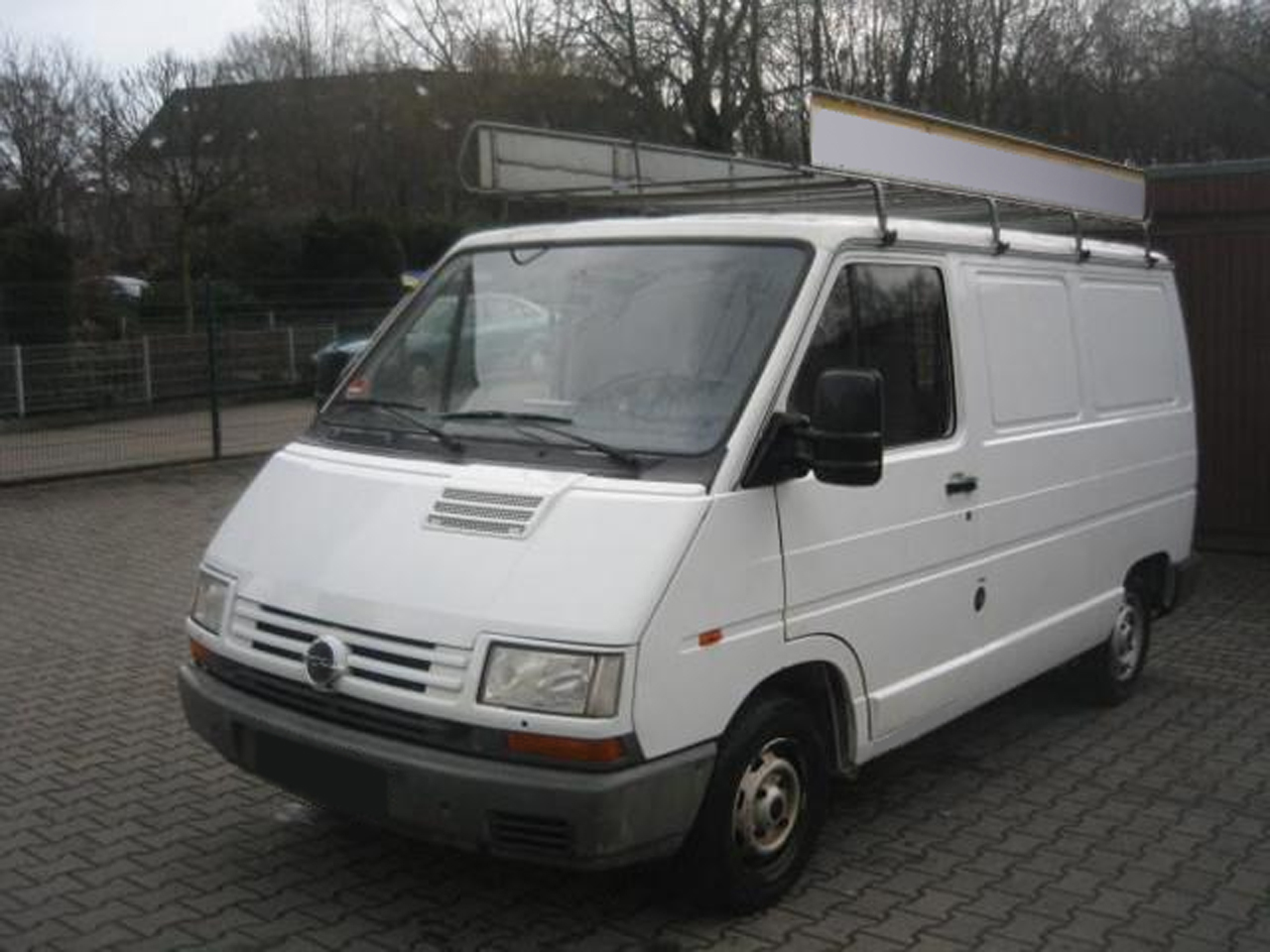
Opel Arena

У 1991 році попередній дизельний двигун замінили на 2,4-L TD.
З серпня 1993 року на автомобілі встановлювались триточкові задні ремені безпеки та кондиціонери.
У 1996 році було зупинено виробництво європейського аналога «Isuzu Fargo», а на зміну йому прийшов фургон Opel Arena, який випускався з 1997 по 2000 рік.

## Галерея

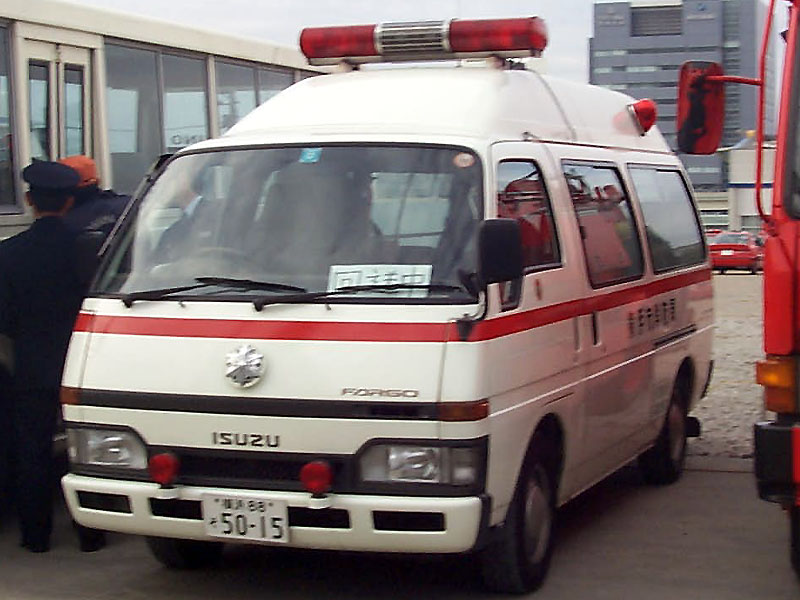
Isuzu Fargo. Автомобіль швидкої медичної допомоги, Японія
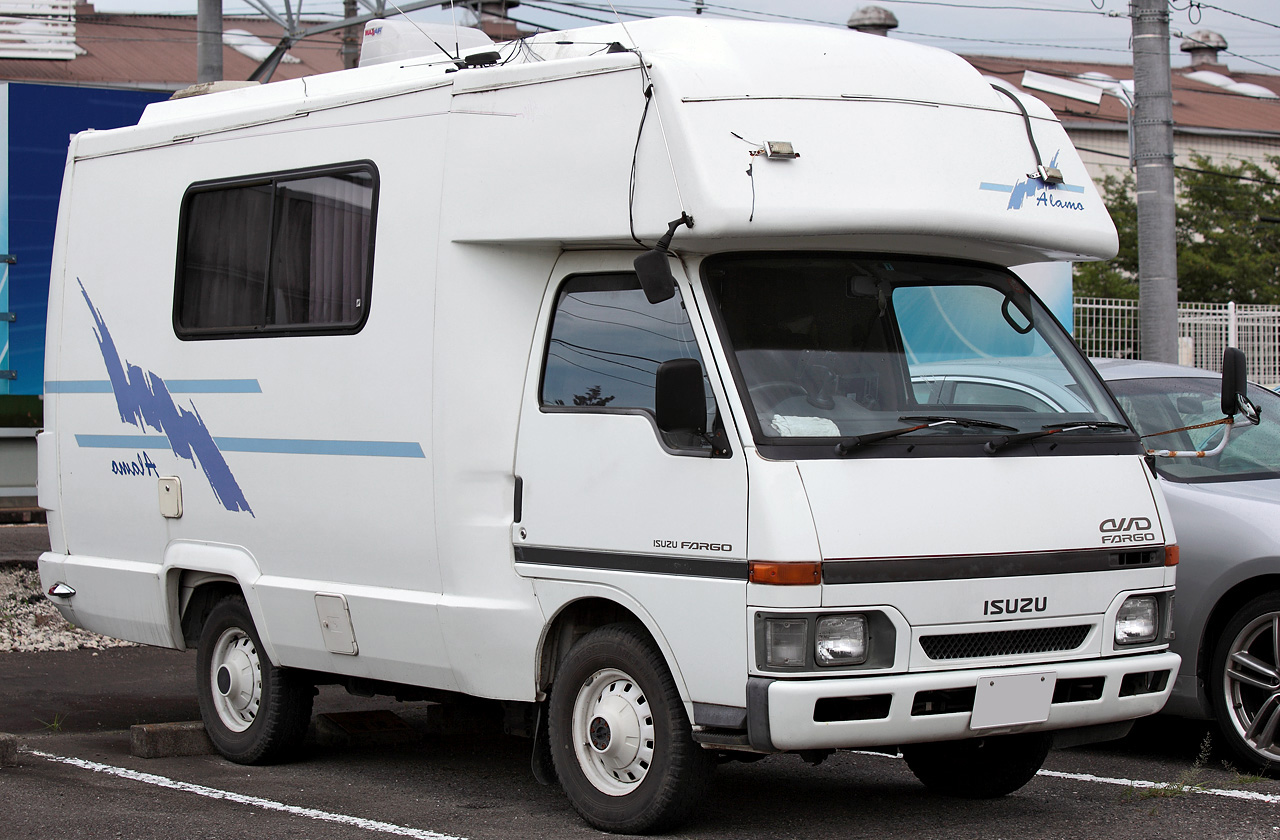
Isuzu Fargo версія Camper